# Cyanolyca nana
La chara enana (Cyanolyca nana) es una especie de ave paseriforme. Es la menor de los miembros de la familia Corvidae, mide entre 20 a 23 cm de largo y pesa unos 41 g. Es endémica de México del noreste de Guanajuato hasta norte de Oaxaca a lo largo de la planicie veracruzana. Su hábitat natural son los bosques montanos húmedos tropicales. Se encuentra en Peligro de Extinción (P) en la NOM-059-SEMARNAT-2010, principalmente por la pérdida de hábitat.